# Rychlostní silnice H1 (Slovinsko)
Slovinská rychlostní silnice H1 tvořila spojení od slovinsko-rakouské státní hranice v tunelu Karavanky na hranice s Chorvatskem. Rychlostní silnice zanikla v roce 2010 převážnou integrací do dálnice A2.
Část rychlostní komunikace byla přebudována v dálnici, menší část byla překategorizována na silnice nižší třídy. V dobách Jugoslávie tvořila rychlostní silnice H1 součást jugoslávské dopravní páteře jako část dálnice Bratrství a jednoty.
Poslední čtrnáctikilometrový úsek H1 byl mezi obcemi Pluska a Hrastje.